# Lochmorhynchus longiterbratus
Lochmorhynchus longiterbratus är en tvåvingeart som först beskrevs av Macquart 1850.  Lochmorhynchus longiterbratus ingår i släktet Lochmorhynchus och familjen rovflugor. Inga underarter finns listade i Catalogue of Life.